# Gastrină
Gastrina este un hormon peptidic care stimulează secreția de acid clorhidric de către celulele parietale ale stomacului. Mai stimulează motilitatea gastrică și regenerarea epiteliului gastric. Gastrina este sintetizată de celulele G din cadrul glandelor stomacale, fiind eliberată în antrul stomacului. Este sintetizată și în duoden. Ea se leagă de receptorii CCKBR pentru a stimula eliberarea histaminei de celulele enterocromafin-like, și induce activarea schimbului ionic în contracurent K+/H+ în membrana apicală a celulelor parietale. Eliberarea gastrinei este stimulată de prezența peptidelor/proteinelor în lumenul stomacului. Concentrația gastrinei este controlată prin feed-back: scăderea accentuată a acidității gastrice duce la inhibarea secreției gastrinei. Secreția în exces a gastrinei determină sindromul Zollinger-Ellison. 

## Alte roluri
- Stimulează creșterea celulelor parietale;
- Stimulează secreția de pepsinogen;
- Crește mobilitatea antrală și contracțiile gastrice;
- Relaxează sfincterul piloric, eliminând chimul gastric în duoden;
- Relaxarea valvei ileocecale;
- Stimulează secrețiile pancreatice și golirea vezicii biliare.